# Mixto Esporte Clube
El Mixto Esporte Clube és un club de futbol brasiler de la ciutat de Cuiabá a l'estat de Mato Grosso.

## Història
El club va ser fundat el 20 de maig de 1934. El 1943 guanyà la primera edició del Campeonato Matogrossense. A nivell nacional, el 1976 participà en el Campeonato Brasileiro Série A per primer cop. Repetí a la primera divisió brasilera els anys 1978, 1979, 1980, 1981, 1982, 1983, 1985 i 1986.

## Palmarès
- Campionat matogrossense:
  - 1943, 1945, 1947, 1948, 1949, 1951, 1952, 1953, 1954, 1959, 1961, 1962, 1965, 1969, 1970, 1979, 1980, 1981, 1982, 1984, 1988, 1989,1996, 2008
- Copa Federação Matogrossense de Futebol:
  - 2012, 2018, 2023
- Torneio Início:
  - 1969
- Copa Integração Emílio Garrastazu Médici:
  - 1973
- Torneio Centro-Oeste:
  - 1976

## Estadi
El Mixto disputa els seus partits a l'estadi Verdão. L'estadi té una capacitat per a 40.000 espectadors.